# Józef Lema
Józef Lema (ur. 17 marca 1897 w Winnikach, zm. 22 maja 1919 we Lwowie) – kapral Wojska Polskiego, działacz niepodległościowy, kawaler Orderu Virtuti Militari.

## Życiorys
Urodził się 17 marca 1897 roku w Winnikach, w rodzinie Piotra i Marii z Winogrodzkich. Absolwent szkoły powszechnej we Lwowie. Pracował w zawodzie bednarza. Od lipca 1915 roku w Legionach Polskich jako sekcyjny 3. kompanii 6 pułku piechoty. Kapitan Jan Załuska we wniosku o odznaczenie Orderem Virtuti Militari napisał: „wybitna odwaga, uczestnik wszystkich patroli ochotniczych. Dnia 6 lipca 1916 roku w bitwie pod Studzienicą – wraz z plutonowym Czesławem Bytomskim – pod ogniem linii rosyjskiej oddalonej o 100–200 kroków wyciągnął z bagna tonącego adiutanta batalionu, podporucznika Józefa Relidzyńskiego”.
Po kryzysie przysięgowym, tuż przed wysłaniem pułku z Przemyśla do armii austriackiej, został aresztowany jako jeden z „przywódców buntu przeciwko służbie w Polskim Korpusie Posiłkowym”. 24 listopada 1917 roku został wcielony do armii austro-węgierskiej. Od listopada 1918 roku w szeregach odrodzonego Wojska Polskiego. W maju 1919 roku podczas wojny polsko-ukraińskiej został ranny pod Jaryczowem Nowym. 22 maja 1919 roku zmarł z ran w szpitalu Politechniki Lwowskiej. Był kawalerem, nie miał dzieci.

## Ordery i odznaczenia
- Krzyż Srebrny Orderu Wojskowego Virtuti Militari nr 6433 – pośmiertnie, 17 maja 1922[9][10][11][2][12][13]
- Krzyż Niepodległości – pośmiertnie, 6 czerwca 1931 „za pracę w dziele odzyskania niepodległości”[14][2]
- Krzyż Walecznych dwukrotnie – pośmiertnie, 1922 „za udział w b. Legionach Polskich”[15][16][17][2]
- Krzyż Pamiątkowy 6 pułku piechoty Legionów Polskich[18][19]
- Srebrny Medal Waleczności 2 klasy[20][21]
- Brązowy Medal Waleczności[22]